# 짐승친구들
짐승친구들은 짤툰이 원작한 대한민국의 영상툰 애니메이션이다. 주인공인 유수민과 짐승친구들이 겪는 일상과 블랙 코미디를 그리고 있으며, 현재까지 짤툰 유튜브에서 연재되고 있는 만화 중에서 가장 인기가 많다. 다른 작품들은 100만 조회수를 도달하지 못하거나 도달해도 100만 초의 조회수를 기록하는데에 비해, 짐승친구들은 꾸준히 100만 조회수를 넘기고, 200만 조회수를 넘기기도 한다. 매주 토요일 오후 3시에 꾸준히 업로드 하고 있다.
2022년 9월 15일부터 2023년 3월 9일까지 매주 목요일 밤 9시 애니맥스에 방영했다.

## 방송 일시
| 방송 채널 | 방송일                           | 방송 시간 |
| --------- | -------------------------------- | --------- |
| 애니맥스  | 2022년 9월 15일 ~ 2023년 3월 9일 | 방영종료  |

## 등장인물
- 짤태식 (유수민)
- 김현식 (개)
- 땅땅이 (고양이)
- 새대갈 (비둘기)
- 슘당이 (쥐)

## TV 방영
짤툰에 컨텐츠인 짐승친구들이 2022년 9월 15일부터 애니맥스에서 매주 목요일 저녁 8시에 방영한다. 그러나 짐승친구들에 욕이 나오는데 방영할때 짐승친구들에 나온 모든 욕이 모두 증발됐다. 아무래도 애니맥스는 어린이들도 보니깐 짐승친구들의 욕을 없앤것으로 보인다. 그리고 새대갈을 새머갈이라고 이름을 바꾸거나 땅땅이가 "이 찌발럼아"라고 욕을하는데 그것또한 이 땅땅놈아라고 바꿨다. 애니맥스는 짐승친구들에 나오는 욕을 완전히 없앴고 현재 애니맥스에 올라온 짐승친구들 영상 댓글창에 많은 사람들이 욕이 없어져 아쉬워 하는 댓글들이 좀많은 편이다.

## 같이 보기
- 짤툰
- 금수친구들